# Cameron (Nueva York)
Cameron es un pueblo ubicado en el condado de Steuben en el estado estadounidense de Nueva York. En el año 2000 tenía una población de 1,034 habitantes y una densidad poblacional de 8.5 personas por km².

## Geografía
Cameron se encuentra ubicado en las coordenadas 42°11′55″N 77°23′28″O / 42.19861, -77.39111.

## Demografía
Según la Oficina del Censo en 2000 los ingresos medios por hogar en la localidad eran de $32,083, y los ingresos medios por familia eran $37,411. Los hombres tenían unos ingresos medios de $27,440 frente a los $21,989 para las mujeres. La renta per cápita para la localidad era de $15,455. Alrededor del 21.2% de la población estaban por debajo del umbral de pobreza.